# عبد الله بن خازم التميمي
عبد الله بن خازم بن خزيمة النهشلي الدارمي التميمي (129 هـ - 199 هـ / 747م - 815م) أمير، وقائد من القادة الشجعان في الدولة العباسية، وهو ابن القائد خازم بن خزيمة التميمي الذي كان القائد الأول في زمانه وقائد كثيراً من الحروب والحملات العسكرية لصالح الخلافة العباسية، وكان عبد الله بن خازم على شرطة الخليفة المهدي، ثم صار على شرطة ابنه الخليفة هارون الرشيد وكان عبد الله بن خازم من المقربين من الخليفة محمد الأمين ونصحه بعدم خلع أخيه عبد الله المأمون فلم يستمع إليه، وقد أعتزل عبد الله الحرب بينهما ولم يشترك فيها وتوفي بعدها بقليل عام 199 هـ في بغداد وعمره سبعين عاماً، وتخلط المصادر التاريخية بينه وبين عبد الله بن خازم السُلمي الذي كان والياً على خراسان في زمن عبد الله بن الزبير.

## نسبه
هو عبد الله بن خازم بن خزيمة بن عبد الله بن حنظلة بن نضلة بن حرثان بن مطلق بن صخر بن نهشل بن دارم بن مالك بن حنظلة بن مالك بن زيد مناة بن تميم بن مر النهشلي الدارمي الحنظلي التميمي